# Port de Klaipėda
Le port de Klaipėda est un port de la Baltique dans la ville de Klaipėda en Lituanie.  
Le port est libre de glaces et l'un des principaux de la Baltique.

## Activités
Le port de Klaipėda est utilisé tant pour le fret que pour le transport de passagers, d'un terminal flottant permettant l'importation de gaz naturel liquéfié (GNL) depuis 2014.

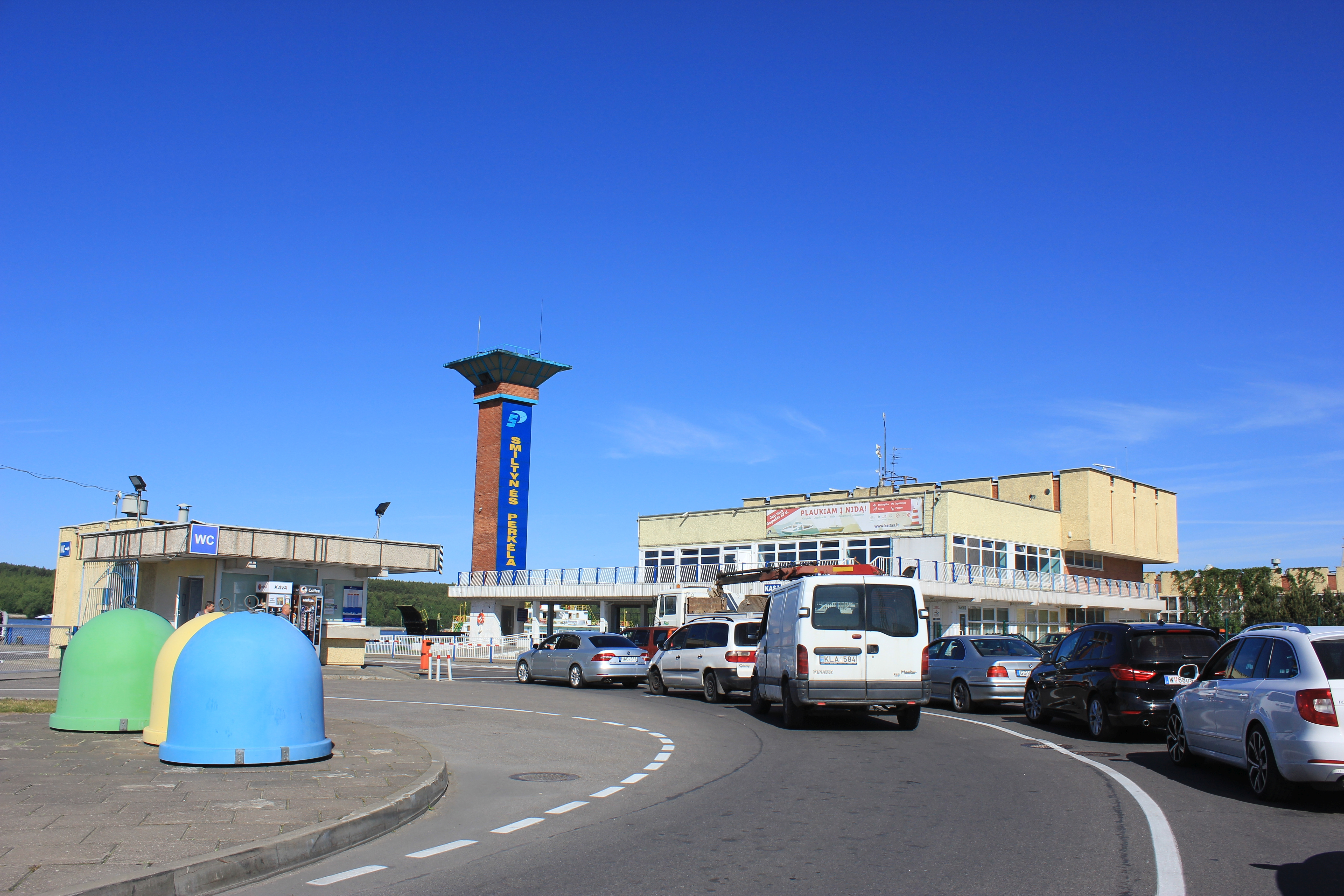
L'accès au port de ferries.
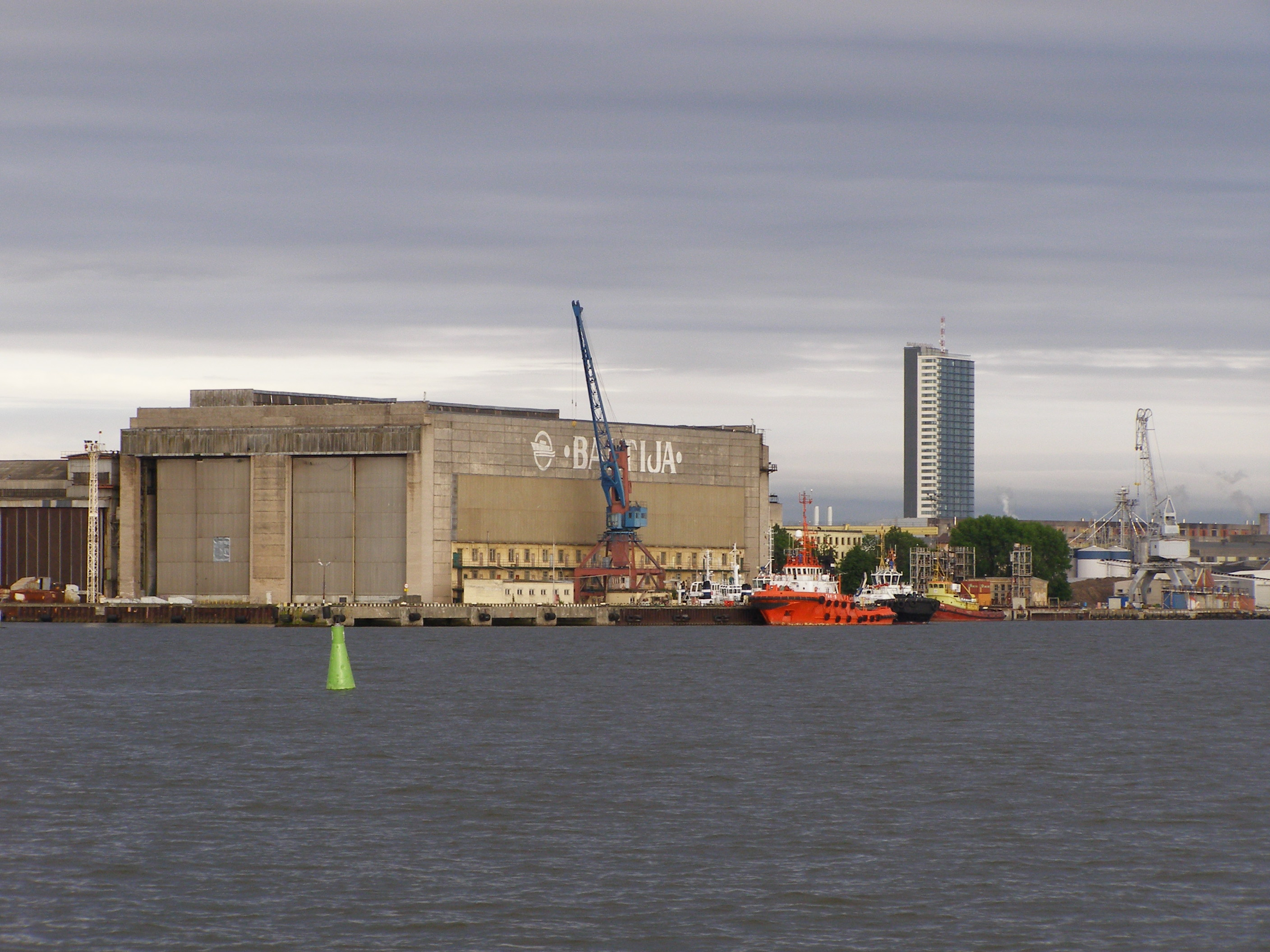
Le chantier naval dans le port.
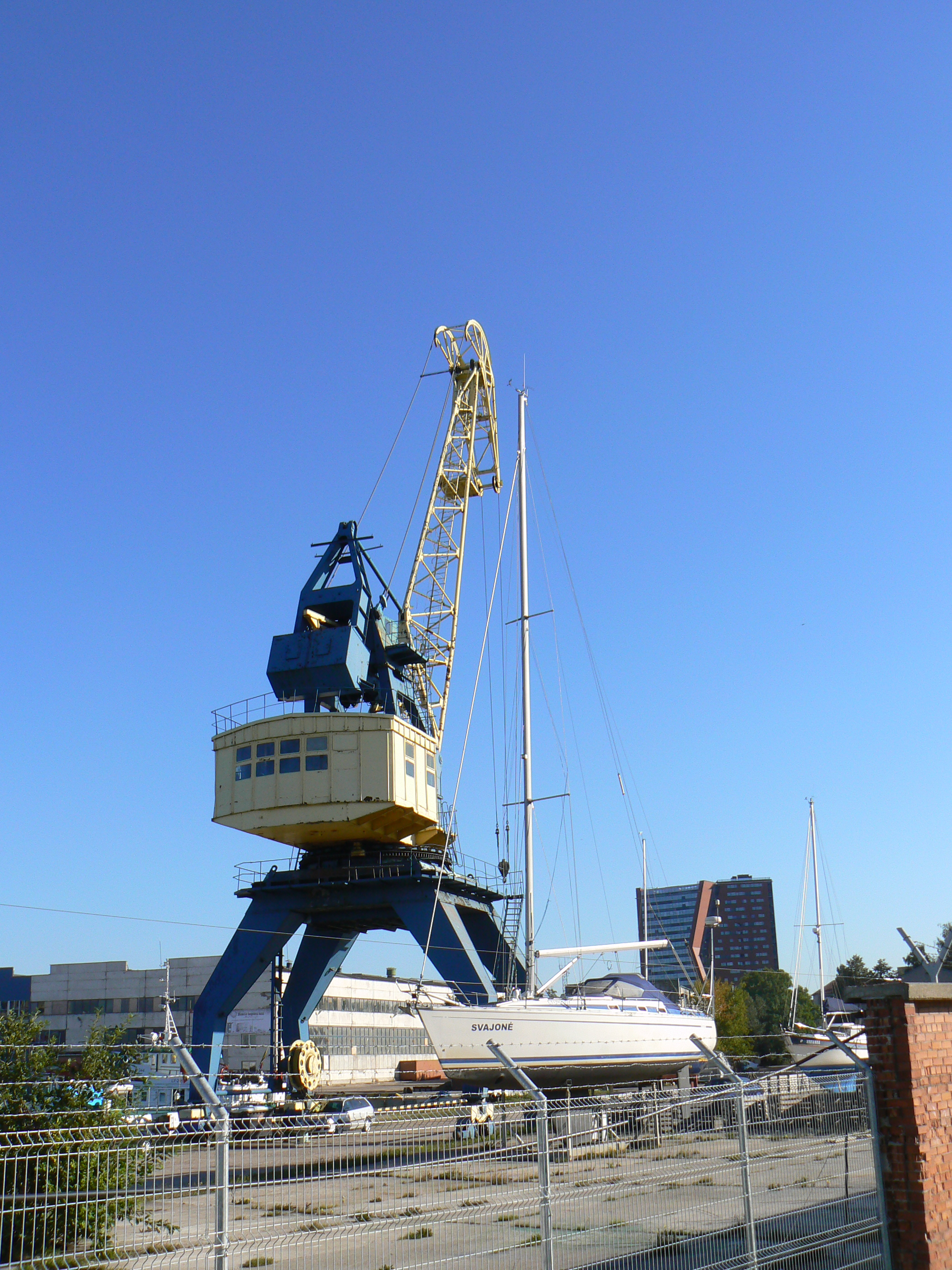
Une grue de déchargement.